# برش رول

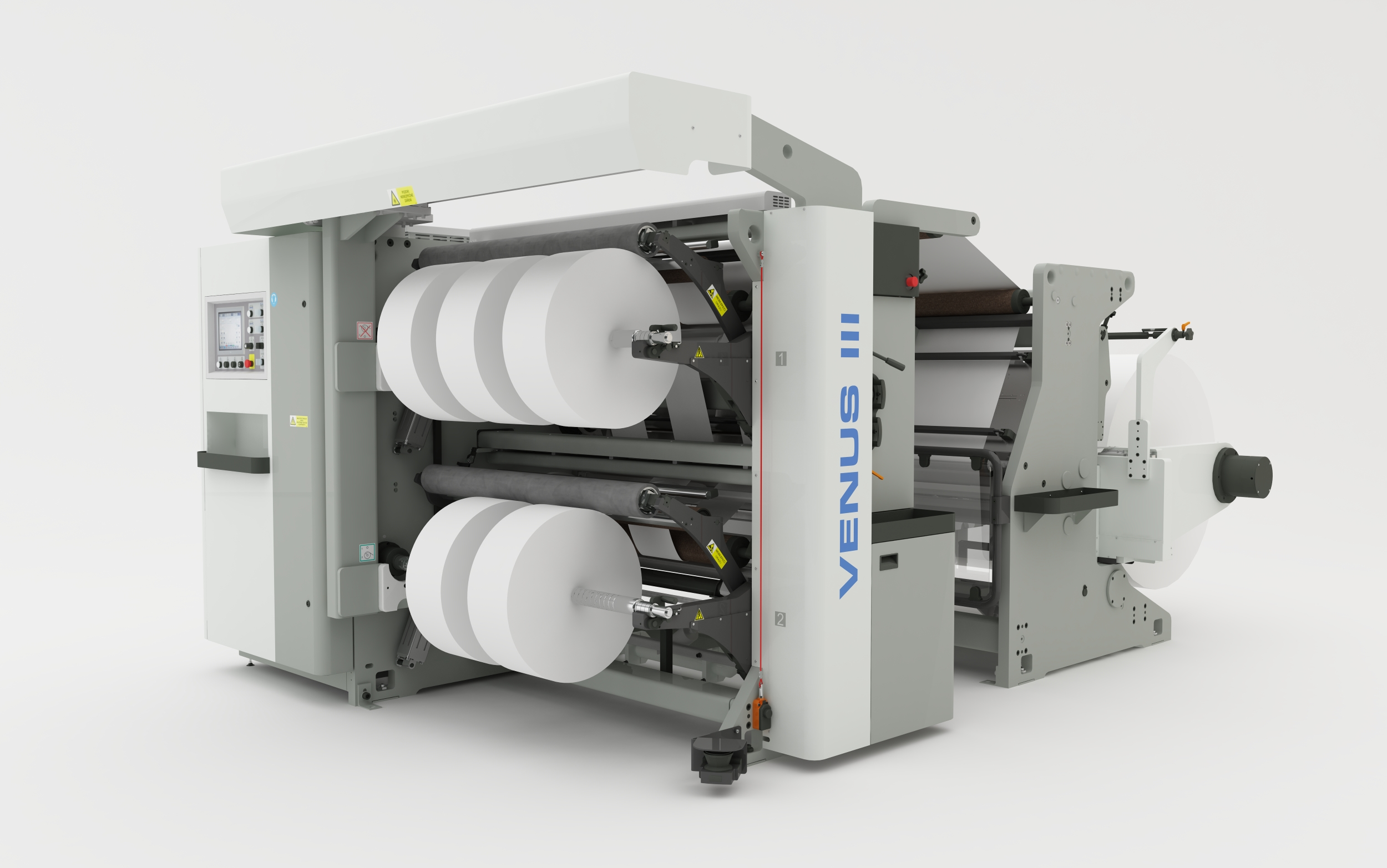
دستگاه رول کن و برش زن

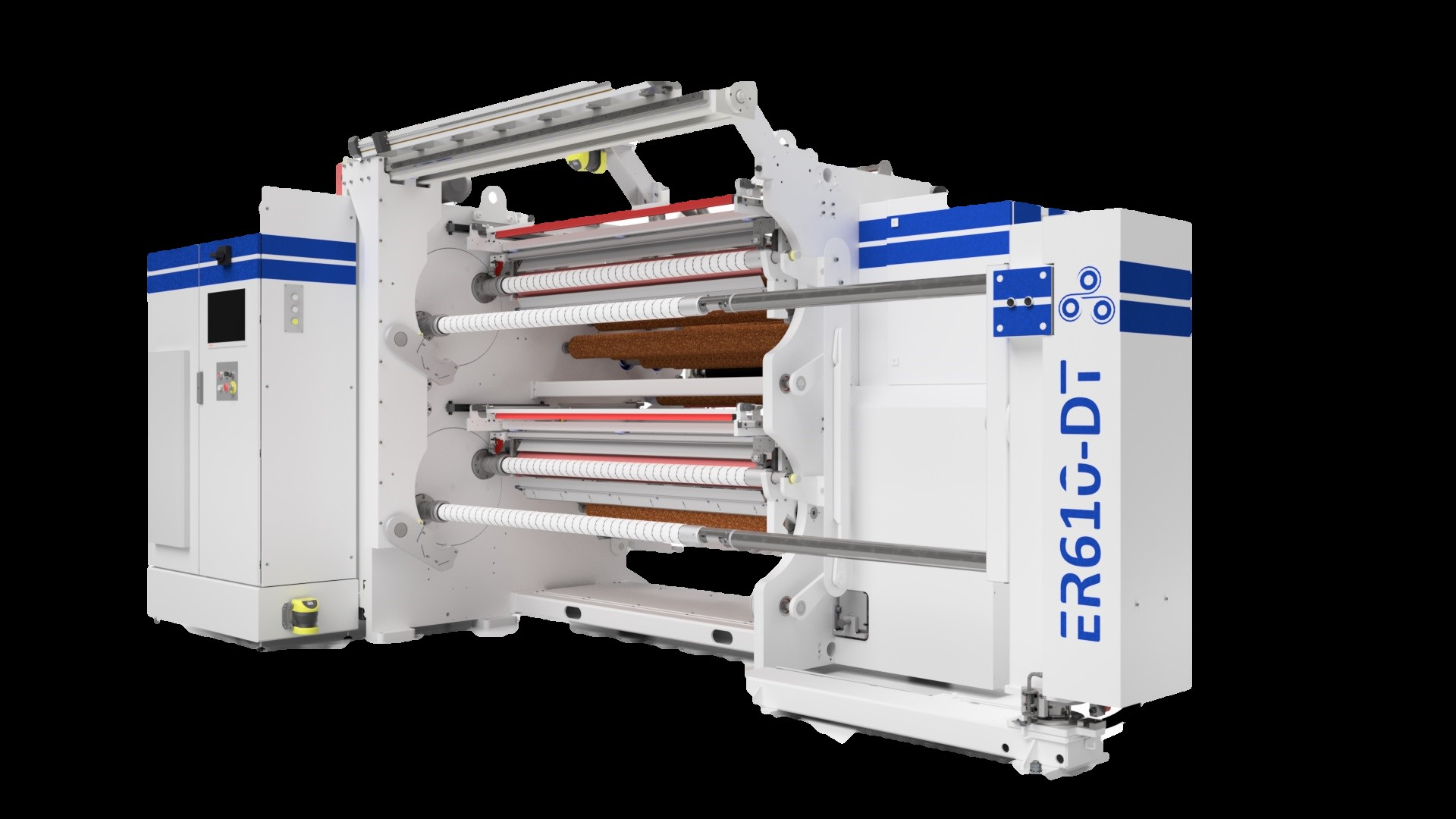
دستگاه برش همزمان با رول کردن از Atlas Titan c.2019

برش رول یک عمل برشی است که یک رول عریض از مواد را به رول‌های باریک و گاهی به چند رول باریک (همزمان) تقسیم می‌کند. دو نوع برش وجود دارد: برش مستقیم رول عریض (log slitting) و برش همزمان با رول کردن (rewind slitting). در برش مستقیم، رول مواد به‌طور کلی مورد استفاده قرار می‌گیرد و یک یا چند برش از آن بدون فرایند باز کردن رول یا دوباره رول کردن مواد گرفته می‌شود. در برش همزمان با رول، نواری از مواد اولیه خارج شده و از طریق دستگاه عبور می‌کند، سپس برای برش عرضی دقیق نوار، از تیغه‌هایی به همراه لیزر هایی در کنارش (برای اندازه‌گیری عرض برش) می‌گذرد و به اندازه تنظیم شده، برش می‌خورد. این برش، قبل از اینکه متریال روی یک یا چند شافت چرخانده شود تا رول‌های باریک تری ایجاد شود اتفاق می‌افتد. چندین نوار باریک‌تر از مواد ممکن است به عنوان مولت (مخفف multiple) یا پنکیک شناخته شود در صورتی که قطر آنها بسیار بیشتر از عرض رول جدیدشان باشد. برای برش همزمان با رول (rewind slitting) دستگاه مورد استفاده چرخان شکاف، slitter rewinder گفته می‌شود - این نام‌ها به جای یکدیگر برای ماشین‌های مشابه استفاده می‌شوند. برای محصولات با عرض کم و باریک، پنکیک‌ها ناپایدار می‌شوند و پس از آن چرخش ممکن است بر روی قرقره ای قرار گیرد که دارای شکافی برای قرارگیری نوار است و به سرعت روی رول جدید متریال چرخیده و نوار را کنترل شده به آن انتقال می‌دهد: این قرقره‌ها بسیار عریض تر از عرض نوار بوده و در هنگام پیچ خوردن، قرقره به همراه نوار روی آن در سراسر عرض رول نوسان می‌کند. جدا از مزیت پایداری، می‌توان طول‌های بسیار طولانی (اغلب ده‌ها کیلومتر) را از طریق قرقره منتقل کرد.

## روند

### مواد نرم
روش‌های مختلفی برای برش رول کردن مواد نرم مثل فیلم‌های پلاستیکی، منسوجات (پارچه)، چسب‌های نواری و کاغذ در دسترس است. برای برش مواد نرم از تیغ‌های تیز که صاف یا دایره ای هستند استفاده می‌شود. برخی از تیغه‌ها مواد را برش می‌زنند در حالی که برخی دیگر مواد را برای رولِ محکم می‌فشارند. تیغ‌ها مشابه چاقو هستند. تیغه‌های برش را می‌توان به عرض دلخواه تنظیم کرد. بعضی از ماشین‌ها تیغه‌های زیادی دارند و می‌توانند همزمان تعدادی رول خروجی تولید کنند. مواد برش خورده در انتهای دستگاه روی هسته‌های کاغذی، پلاستیکی یا فلزی پیچیده می‌شود.
این فرایند به دلیل کم هزینه بودن و دقت بالا برای تولید انبوه مورد استفاده قرار می‌گیرد. بعضی از دستگاه‌های برش نرم‌افزار و سخت‌افزارهایی دارند که با آن‌ها، تیغه‌ها را کنترل می‌کنند و اغلب تیغه‌ها را تیز می‌کنند تا کیفیت و دقت برش را حفظ کنند. بسته به صنعت و محصولی که در حال برش است، این دستگاه می‌تواند بین ۱۰ متر در دقیقه (علی‌الخصوص در تارهای فلزی) تا ۵۰۰۰ متر در دقیقه (در روند ساخت کاغذ) سرعت داشته باشد. این ماشین‌ها همچنین می‌توانند اتوماسیون گسترده‌ای را کاملاً دقیق برای کنترل میزان کشش مواد، قرارگیری خودکار چاقوهای برش دهنده در مکان مورد نیاز و ترازبندی خودکار هسته‌هایی که اغلب آسیب دیده‌اند را داشته باشند تا از دخالت‌های دستی در تولید رول‌ها کاهش یابد.
نمونه‌هایی از موادی که می‌توان از این طریق برش داد عبارتند از: چسب نواری، فوم، لاستیک، محصولات کاغذی، فویل، پلاستیک (مانند برزنت و پلاستیک‌های بسته‌بندی مواد)، پارچه شیشه ای، پارچه، چسب زخم و فیلم مواد.

### مواد سخت
برای مواد سخت‌تر، مانند ورق‌های فلزی، نمی‌توان از تیغه‌ها استفاده کرد. در عوض، از یک حالت بهبود یافته از برش استفاده می‌شود. برای برش یک رول بزرگ به چند رول باریک از دو رول استوانه با دنده‌ها و شیارهای مشابه استفاده می‌شود. این روند که به صورت پیوسته تولید را انجام می‌دهد، اقتصادی و در عین حال دقیق بوده و معمولاً دقیق تر از بیشتر فرآیندهای برش است. با این حال، بروز پلیسه‌ها و لبه‌های خشن که به عنوان burr شناخته می‌شوند، در لبه‌های نوار برش خورده امری عادی است. همچنین هندسه این رول‌ها براساس نوع ماده و ضخامت قطعه کار تلورانس گذاری دقیقی می‌شود.

### سیستم دستگاه
برای رول‌های فلزی، دستگاه از سه قسمت اصلی تشکیل شده‌است: ۱- بخش بازکننده رول اولیه مواد، ۲- بخش برش زننده و ۳- بخش رول کننده نوارهای برش خورده. مواد از طریق مرحله اول و از رول اولیه، از طریق شکاف بین دو چرخ برش دایره ای (یکی در بالا و دیگری در پایین) تأمین می‌شود، و سپس قبل از رول کردن مواد، برش (هایی) روی مواد انجام می‌شود.
هنگامی که از اصطلاح‌های "slitter rewinder" یا "slitting machine" برای توصیف این دستگاه استفاده می‌شود، در اصل از سه قسمت باز کردن رول اولیه، بخش برش و رول کردن نهایی نوارها یاد می‌شود. این دستگاه‌ها به‌طور معمول برای برش فیلم‌های پلاستیکی، کاغذ و فویل‌های فلزی استفاده می‌شوند. مرحله خاموش کردن رول را در حالت پایدار نگه می‌دارد و به آن اجازه چرخش می‌دهد. این به آن خاطر است که برای حفظ دقت در میزان کشش در مواد، رول اولیه هم بتواند ثابت بماند و هم بتواند بچرخد. در برخی از این ماشین‌ها، شفت موجود در قسمت باز کردن رول اولیه، قابلیت چرخش نیز دارد که این باعث می‌شود اثر اینرسی در هنگام شروع به باز کردن رول‌های سنگین یا مواد بسیار حساس به کشش کاهش یابد.
بخش برش دارای سه گزینه اصلی است:
- تیغ برشی، که به‌طور ایده‌آل برای فیلم‌های پلاستیکی نازک است - تنظیم سیستم آن بسیار آسان و سریع است. اگرچه تیغ‌ها کم هزینه هستند، اما برای اطمینان از کیفیت خوب لبه برش خورده نوار، باید مرتباً تعویض شوند.
- برش چرخشی جفت تیغه‌هایی که با چرخش حلقوی در زمان‌های معین به صورت نرینگی و مادگی برای ایجاد برش‌های تناوبی و عرضی روی ورق با هم درگیر می‌شوند. این سیستم به‌طور گسترده‌ای برای کاغذ، فیلم و فویل‌های فلزی استفاده می‌شود. اگرچه قرار گرفتن جفت تیغ‌ها در مکان مشخصشان طول می‌کشد، اما نسبت به تیغ‌های طولی بیشتر تیز می‌مانند. با استفاده از یک سیستم مکان‌یابی خودکار برای تیغ‌های عرضی، می‌توان زمان تنظیم دستگاه را کاهش داد.
- برش با فشار. در این روش تیغه‌ها روی رول سندان (استوانه ای که رول نهایی در آن ایجاد می‌شود) فشرده می‌شود. این سیستم با مواد خاصی از جمله بدون بافت و فوم‌ها به خوبی کار می‌کند.

قسمت رول کردن نهایی نوارها نیز انواعی دارد. نوع اصلی رول کردن مرکزی با استفاده از شافت دیفرانسیل برای چرخش است. این نوع شافت‌ها عموماً در اکثر ماشین‌های برش هستند. شافت‌های دیفرانسیلی کشش یکنواختی را در کل عرض ماده به وجود می‌آورند. کنترل حلقه بسته کشش رول کردن نهایی با بازخورد از سنسورهای لودسل، سیستم کنترل کشش کل مورد نیاز برای مواد حساس به کشش را فراهم می‌کند. کلید یک برش خوب در دستگاه، کنترل دقت و صحت کشش است. دستگاه‌های مدرن از درایوهای AC با بازخورد حلقه بسته از موتورهای AC استفاده می‌کنند. هنگامی برش و رول کردن با الگوریتم‌های کنترل صحیح انجام می‌شود، با حداقل تعمیر و نگهداری نتایج بسیار خوبی به دست می‌آید.

### کاربرد صنعت
برش رول تکنیکی است که در صنعت توسط شرکت‌های کانورتر به فراوانی مورد استفاده قرار می‌گیرد. صنعت کانورتر معمولاً درباره شرکتهایی گفته می‌شود که مواد را به حالت چاپ، روکش یا ورقه ورقه تبدیل می‌کنند. یک کانورتر صنعتی شرکتی است که برای بسته‌بندی مواد غذایی مواد را به شکل بسته‌بندی انعطاف‌پذیر (مثل نایلون پلاستیکی و …) تولید می‌کند. این ممکن است شامل خرید رول‌های بزرگ فیلم پلاستیکی مانند پلی اتیلن با محوریت دو طرف چاپ پذیر (BOPP) باشد که سپس در طرح مورد نیاز مشتری چاپ می‌شود و با روکشی چسبی و درزگیری کاملاً محکم برای استفاده در دستگاه‌های بسته‌بندی پرسرعت پوشانده می‌شود. این ماده برای حداکثر بازده در رول‌های عریض و قطر بزرگ چاپ و پوشش داده می‌شود. سپس رول‌ها با استفاده از دستگاه برش، به رول‌های کوچکتر با ابعادی که در دستگاه بسته‌بندی استفاده می‌شود، برش داده می‌شوند.